# Barima
Il Barima (in spagnolo Río Barima) è un affluente del fiume Orinoco, dove sfocia a soli sette chilometri dall'oceano Atlantico. Nasce in Guyana (nella zona che il Venezuela reclama come parte della Guayana Esequiba) dove scorre per circa 380 chilometri, prima di entrare nel Venezuela a circa 90 chilometri dalla sua foce.
Mabaruma e Koriabo sono comunità nella regione guyanese di Barima-Waini situate sul fiume Barima.